# 谷本安美
谷本安美（1999年11月16日—），北海道出身，隸屬於演藝經紀公司UP-FRONT AGENCY旗下，2014年11月成為Hello! Pro研修生(第22期)，2015年4月29日被選為新團體山茶花工廠的六位初始成員之一，2017年2月22日推出3A單曲「初戀日出 / Just Try! / 美麗的山茶花」正式出道。
身高157.5cm，血型B型，個人應援色為淺紫。

## 個人簡歷
2014年
- 4月，在＜モーニング娘。'14 ＜黄金(ゴールデン)＞オーディション＞入選為最後合宿的九人之一，可惜後來落選。
- 11月，成為Hello! Pro研修生。

2015年
- 4月29日，被選為新團體山茶花工廠的六位初始成員之一。

2017年
- 2月22日，以山茶花工廠成員的身分推出3A單曲「初戀日出 / Just Try! / 美麗的山茶花」正式出道。

2020年
- 11月16日，推出第一本個人寫真集『Am1』。

## 人物
- 成為Hello! Pro研修生之前對早安家族一無所悉，只認識早安少女組。。
- 喜歡的前輩為℃-ute的鈴木愛理。
- 曾表示以ANGERME的竹內朱莉與Juice=Juice的植村あかり為目標。
- 性格有點搞怪，喜歡惡作劇，因為觸摸鈴木愛理的臀部而獲得不雅稱號『おケツマン』(屁股人)。
- 喜歡棒球，支持家鄉的北海道日本火腿鬥士。

## 外部連結
- つばきファクトリーHello!Project（页面存档备份，存于）
- つばきファクトリーTwitter（页面存档备份，存于）
- つばきファクトリーAmeblo（页面存档备份，存于）
- つばきファクトリーYouTube（页面存档备份，存于）
- 谷本安美Instagram
- 官網個人檔案（页面存档备份，存于）